# Östliche Schwarznacken-Strumpfbandnatter
Die Östliche Schwarznacken-Strumpfbandnatter (Thamnophis cyrtopsis ocellatus) ist eine von drei Unterarten der Schwarznacken-Strumpfbandnatter.

## Merkmale
Auffällig sind ihr oranger Rückenstreifen und die schwarz-weißen Seitenmuster.
Erwachsene Weibchen dieser Thamnophis-Unterart werden knapp 120 cm lang. Männchen bleiben kleiner.
Als Nahrung bevorzugen sie Frösche; im Terrarium nehmen sie aber auch Fisch (zum Beispiel Stint) und nestjunge Nager an.
Wie alle Strumpfbandnattern sind sie lebendgebärend.

## Verbreitung
Die Östliche Schwarznacken-Strumpfbandnatter gehört zu den eher seltenen Vertretern der Gattung Strumpfbandnatter.
Ihr relativ kleines natürliches Verbreitungsgebiet liegt westlich des Big-Bend-Nationalparks auf dem Edwards Plateau im mittleren Texas, USA.